# Partula aurantia
Partula aurantia је пуж из реда Stylommatophora и фамилије Partulidae. 

## Угроженост
Ова врста је изумрла, што значи да нису познати живи примерци.

## Станиште
Врста Partula aurantia има станиште на копну.